# 16 mars
Pour les articles homonymes, voir Seize-Mars.
16 février 16 avril
Chronologies thématiques
- Croisades
- Ferroviaires
- Sports
- Disney
- Anarchisme
- Catholicisme

Abréviations / Voir aussi
- (° 1852) = né en 1852
- († 1885) = mort en 1885
- a.s. = calendrier julien
- n.s. = calendrier grégorien
- Calendrier
- Calendrier perpétuel
- Liste de calendriers
- Naissances du jour

Le 16 mars est le 75e jour, moins souvent le 76e, de l'année du calendrier grégorien ; il en reste ensuite 290.
C'était généralement le 26e jour du mois de ventôse dans le calendrier républicain / révolutionnaire français, officiellement dénommé jour du pissenlit.

## Événements

### VIesiècleav. J.-C.
- -597 : prise de Jérusalem par le roi babylonien Nabuchodonosor II.

### Vesiècle
- 455 : l'empereur Valentinien III est assassiné par des fidèles d'Aetius à Rome, avec lui s'éteint la dynastie théodosienne.
- 496 : Odoacre, patrice d'Italie est assassiné par Théodoric le Grand, à Ravenne, lors d'un faux banquet après la prise de la ville.

### XIIIesiècle
- 1244 : Hugues d’Arcis, Pierre Amiel l'archevêque de Narbonne, et Durand l'évêque d’Albi brûlent plus de 200 cathares, qui viennent de se rendre, après la prise du château de Montségur, dans le Midi de la France.

### XVIesiècle
- 1517 : le concile du Latran à Rome déclare nulles et non avenues les résolutions prises lors du concile réuni à Pise de 1511 à 1512, à l'instigation du roi de France et de l'empereur.
- 1534 : l'Angleterre rompt toutes ses relations avec l'Église catholique.
- 1578 : lettres patentes du roi de France Henri III autorisant la construction du Pont Neuf sur la Seine à Paris.

### XVIIesiècle
- 1627 (ou 7 mars) : le roi de France Louis XIII pose la première pierre de la nouvelle (et actuelle) église parisienne jésuite et baroque Saint-Paul-Saint-Louis, dans l'actuelle rue Saint-Antoine.
- 1631 : la paix de Cherasco en Italie met fin à la guerre de succession de Mantoue. Charles de Nevers-Gonzague, favori de la France, est reconnu duc de Mantoue par l'empereur Ferdinand II.

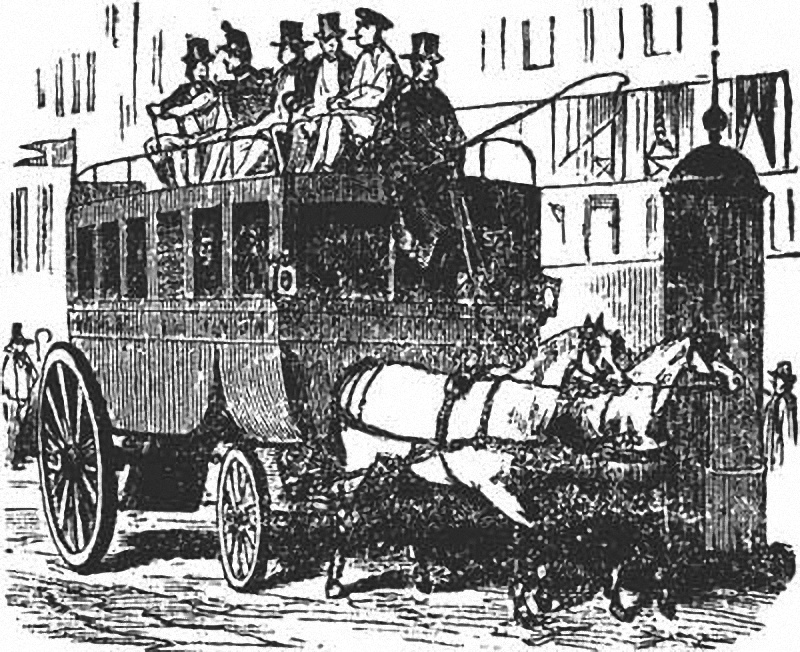
Omnibus

- 1660 : en Angleterre, dissolution du Long Parlement.
- 1690 : Louis XIV envoie une armée en Irlande, combattre aux côtés du roi Jacques II.

### XVIIIesiècle
- 1731 : à l'occasion du second traité de Vienne en Autriche, Charles VI du Saint-Empire obtient de l'Angleterre la reconnaissance de la Pragmatique Sanction.
- 1793 : bataille de Coron, lors de la guerre de Vendée.
- 1797 : combat de Valvasone.

### XIXesiècle
- 1802 : fondation de l'Académie militaire de West Point, dans l'État de New York, États-Unis.
- 1812 : l'Autriche, alliée de la France, accepte de fournir une armée à Napoléon.
- 1830 : vote de l'adresse des 221 à Charles X, ce qui conduira aux Trois Glorieuses.
- 1833 : première de Beatrice di Tenda, opéra de Vincenzo Bellini au Teatro della Pergola de Florence.
- 1844 : la Grèce adopte une constitution créant un Parlement bicaméral.
- 1848 : à Berlin, à la nouvelle du soulèvement viennois et de la chute de Metternich, l'enthousiasme s'empare des Berlinois. Des cocardes aux couleurs allemandes (noir, rouge et or) apparaissent. Les rues se couvrent bientôt de barricades. Le roi Frédéric-Guillaume IV est contraint d'accepter la nécessité d'une rénovation et d'annoncer la réunion immédiate d'un Parlement fédéral, la création d'une armée et d'une flotte nationale, et l'extension du Zollverein. Il accorde quelques concessions aux libéraux : abolition de la censure et convocation prochaine du Landtag. Mais il est déjà trop tard pour arrêter la révolution.
- 1851 : un Concordat fait du catholicisme la religion d'État en Espagne et accorde à l'Église le contrôle de l'enseignement et de la presse.
- 1871 : la révolte des Mokrani éclate en Kabylie ; elle est réprimée par l'armée française.
- 1894 : première de Thaïs, opéra de Jules Massenet à l'Opéra de Paris.

### XXesiècle
- 1906 : le Japon nationalise ses chemins de fer.
- 1909 :
  - l'équipe de football d'Angleterre écrase celle d'Allemagne 9 à 0.Verre de dégustation d'absinthe avec un mélangeur
  - en France, grève aux P.T.T.

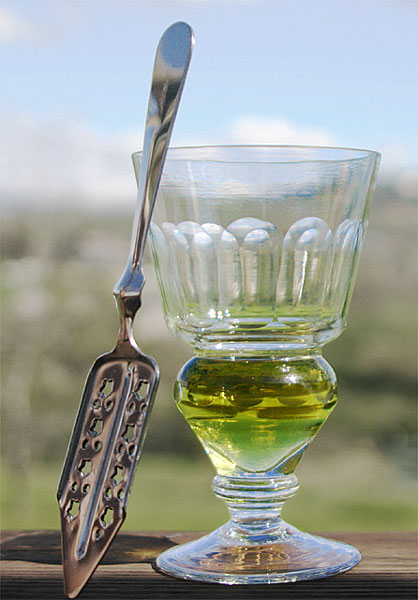
Verre de dégustation d'absinthe avec un mélangeur

- 1910 : à Daytona Beach, États-Unis, Barney Oldfield porte le record de vitesse sur terre à 131 miles/heure.
- 1915 : interdiction de fabrication et de vente de la liqueur d'absinthe en France (photographie ci-contre).
- 1917 :
  - en Russie, le prince Gueorgui Lvov, Paul Milioukov et Alexandre Kerensky forment un gouvernement.
  - dans l'Empire allemand, première conférence germano-austro-hongroise, à Vienne, en vue de définir les buts de guerre des deux empires.
- 1922 : la Grande-Bretagne reconnaît le royaume d'Égypte et un condominium anglo-égyptien sur le Soudan.
- 1926 : à Auburn, dans le Massachusetts, Robert Goddard lance sa première fusée à carburant liquide. Elle s'élève à 12,5 mètres et son vol dure 2,5 secondes.
- 1935 : Adolf Hitler rétablit le service militaire obligatoire en Allemagne et dénonce les clauses du traité de Versailles concernant le désarmement.
- 1937 : tuerie à Clichy. La police tire sur des manifestations antifascistes, faisant 5 morts et 300 blessés.
- 1946 : départementalisation de la Guadeloupe, de la Martinique, de la Guyane française et de La Réunion.
- 1950 : sortie du film La beauté du diable de René Clair avec Michel Simon et Gérard Philipe.
- 1962 : premier des 1521 lancements de satellites Cosmos.
- 1965 : 1 500 étudiants manifestent devant le Consulat des États-Unis de Montréal, Canada, pour protester contre la discrimination faite à l'égard des Américains noirs qui ne peuvent utiliser leur droit de vote dans le sud des États-Unis.
- 1966 : lancement de la cabine spatiale américaine Gemini 8 avec deux astronautes à bord, Neil Armstrong et David Scott.
- 1968 : massacre de Mỹ Lai, commis par des soldats américains durant la guerre du Viêt Nam.
- 1971 : un avion Tupolev 134 de la Balkan Bulgarian Airlines s'écrase à Gabare, et tue ses 73 passagers et membres d'équipage.
- 1976 : le Premier ministre Harold Wilson de Grande-Bretagne remet sa démission, causant la plus grande surprise de sa longue carrière politique.
- 1977 : en Inde, Indira Gandhi perd les élections.
- 1978 :
  - le pétrolier Amoco Cadiz s'échoue au large de Portsall dans le Finistère, libérant 228 000 tonnes de brut et provoquant la plus grande marée noire de Bretagne.
  - Aldo Moro, ancien président du Conseil et président du Parti démocrate-chrétien en Italie, est enlevé à Rome à la suite d'une violente fusillade qui laisse cinq morts. Les Brigades rouges revendiqueront l'attentat, et Aldo Moro sera retrouvé sans vie le 9 mai suivant.
- 1985 : le journaliste Terry Anderson, d'Associated Press, est enlevé à Beyrouth ; il sera libéré en décembre 1991.
- 1986 : victoire de la droite en France aux élections législatives, qui amène à la première « cohabitation ».
- 1988 :
  - l'Irak bombarde des villages kurdes avec des armes chimiques qui, selon l'Iran, font cinq mille morts notamment à Halabja.
  - l'équipe de basket du C.S.P. Limoges bat la Joventut de Badalone et remporte la Coupe d'Europe des vainqueurs de Coupes.

- 1990 :

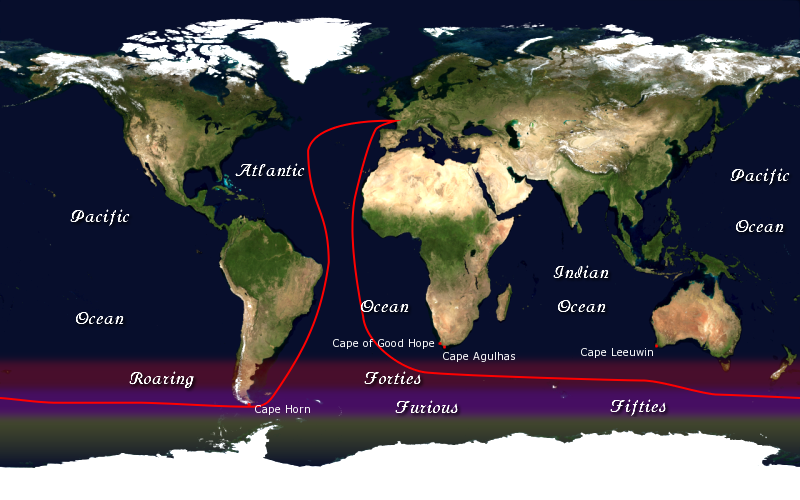
La Route du Vendée Globe

  - le navigateur français Titouan Lamazou remporte la première édition du Tour du Monde en solitaire et sans escale, le Vendée Globe Challenge, en 109 jours, 8 heures, 45 minutes.
  - à Valence (Espagne), alternative d'Enrique Ponce, matador espagnol.
- 1991 : l'équipe de rugby à XV anglaise réussit le grand chelem dans le Tournoi des Cinq Nations.
- 1994 :
  - la patineuse sur glace américaine Tonya Harding est condamnée par un tribunal de Portland à 100 000 dollars d'amende et trois ans de mise à l'épreuve, après avoir été jugée coupable d'entrave à la justice. La condamnation entraîne la perte de sa licence et le droit de représenter les États-Unis dans toute compétition. Harding avait plaidé coupable dans l'affaire de l'agression de sa rivale Nancy Kerrigan, le 6 janvier à Détroit, par son ex-mari et un de ses anciens gardes du corps.
  - le navire gazier Traquair est surpris dans le rail montant ouest d'Ouessant avec dans son sillage une nappe d'hydrocarbures s'étendant sur 8 milles et 10 à 15 mètres de large. Un procès-verbal est établi pour ce dégazage sauvage. Le commandant anglais est condamné à 30 000 F d'amende par le TGI de Brest le 27 janvier 1995, cette peine sera portée à 250 000 F par la cour d'appel de Rennes le 18 mars 1996.
- 1995 : la capsule russe Soyouz TM-21 avec pour la première fois à son bord un astronaute américain et deux cosmonautes russes s'amarre à la station orbitale Mir.
- 1997 : Luc Alphand remporte la Coupe du monde de ski alpin.
- 1998 : un document rendu public par la Commission des relations du Vatican avec le judaïsme « regrette profondément les erreurs et les échecs » des catholiques pendant la Shoah, mais défend l'action du pape de l'époque, Pie XII ; le grand rabbin d'Israël exige que le Vatican présente des excuses sur le silence observé par l'Église catholique romaine sur le génocide juif.
- 2000 :
  - Lionel Jospin lève le voile sur l'utilisation de la « cagnotte » 2000[pas clair], en annonçant pour quarante milliards de francs de baisses d'impôts (environ six milliards d'euros), et dix milliards de plus (un milliard et demi d'euros) pour les dépenses publiques.
  - Renault prépare son retour en Formule 1, en rachetant l'écurie italienne Benetton Formula.
  - un condamné à mort innocenté est acquitté en Floride. Joseph Green avait été reconnu coupable de meurtre, et condamné à mort en 1993, sur la base d'un témoignage qui s'est révélé plus tard dénué de fiabilité. Il a passé presque sept ans en prison dont trois ans et demi dans le couloir de la mort. Joseph Green est le 19e prisonnier relâché du couloir de la mort de Floride depuis 1973, et le 87e condamné à mort innocenté aux États-Unis depuis 1973.

### XXIesiècle
- 2001 :
  - le Sénégal signe un cessez-le-feu avec les séparatistes de Casamance, dans un conflit vieux de treize ans.
  - les forces spéciales saoudiennes donnent l'assaut contre le Tupolev 154 de la compagnie Vnukovo (Istanbul-Moscou) détourné sur l'aéroport de Médine, Arabie saoudite. Trois personnes (un des terroristes, une hôtesse de l'air et un passager turc) parmi les 162 passagers et 12 membres d'équipage sont tués durant l'assaut. Les terroristes étaient dirigés par un ancien ministre tchétchène de l'Intérieur, Arsaf Aslambik.
- 2002 :
  - Conseil européen à Barcelone, où la France obtient des garanties sur le service public dans le processus de libéralisation du gaz et de l'électricité ; une manifestation à l'issue du Conseil rassemble trois cent mille manifestants anti-mondialisation.
  - ouverture au grand public du parc Walt Disney Studios, 2e parc à thèmes du complexe Disneyland Paris.
- 2003 :
  - le président américain George W. Bush, le Premier ministre britannique Tony Blair et le président du gouvernement espagnol José María Aznar se rencontrent dans l'archipel portugais des Açores afin d'évoquer la crise irakienne.
  - François Bozizé, ancien chef d'état-major centrafricain limogé en octobre 2001 pour une tentative de putsch, s'autoproclame « chef de l'État », au lendemain d'un coup de force éclair à Bangui, et contraint le président Ange-Félix Patassé à fuir au Cameroun.
  - Xiao Yang (肖扬), qui a été ministre de la Justice de 1993 à 1998, est réélu président de la Cour populaire suprême de Chine, lors de la 6e séance plénière de la première session de la 10e Assemblée nationale populaire.
  - Sandrine Bailly et Martina Glagow se partagent la médaille d'or de la poursuite 10 km du championnats du monde de biathlon, à Khanty-Mansiïsk, faute d'avoir été départagées par la photo-finish.Face d'un phoque

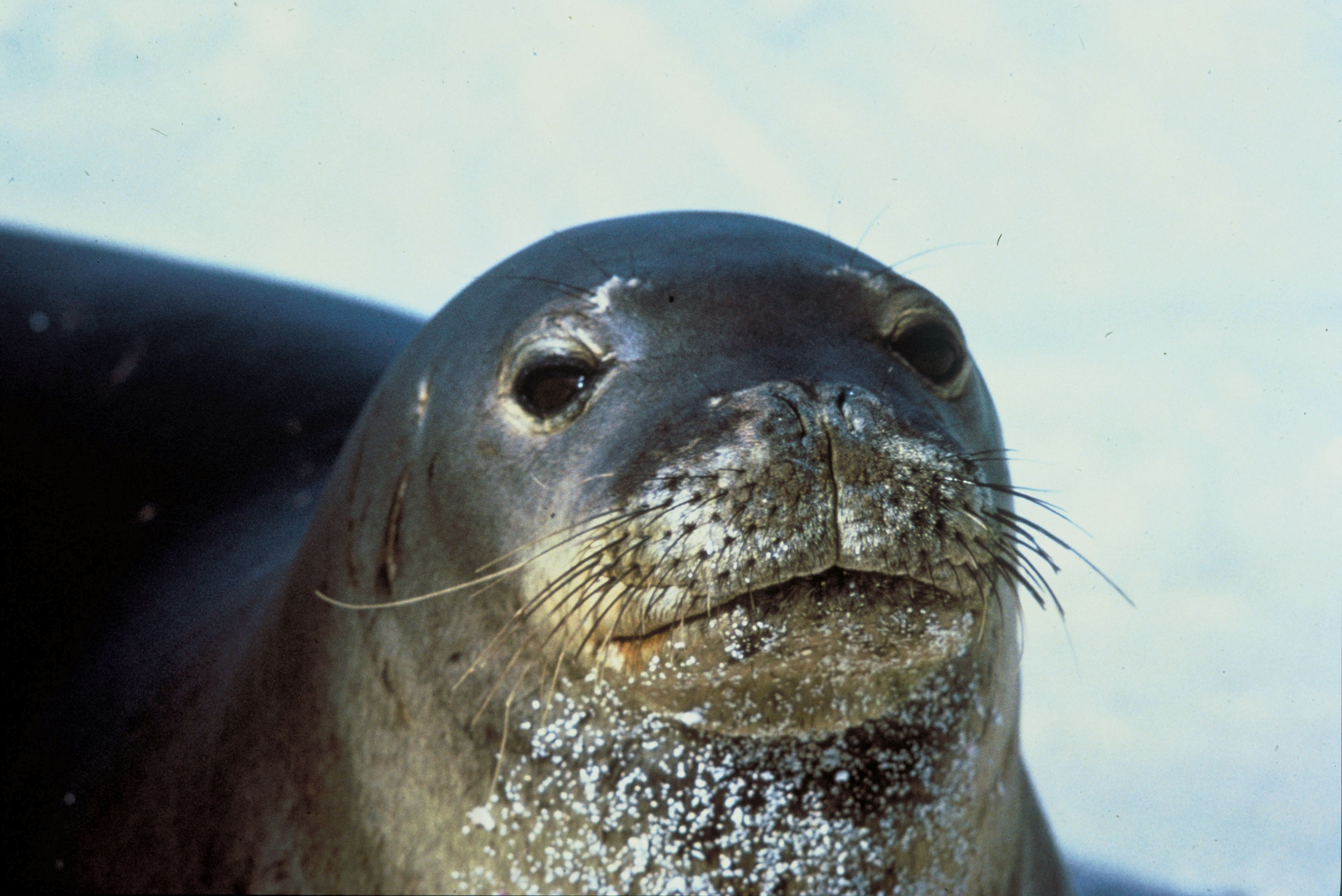
Face d'un phoque

  - entre Düsseldorf et Cologne (Allemagne), les pompiers (hommes-grenouilles) récupèrent un phoque égaré (photographie ci-contre).
- 2005 :
  - Israël remet le contrôle de la ville de Jéricho (Cisjordanie) aux autorités palestiniennes ; quatre autres villes de Cisjordanie seront transférées aux Palestiniens selon un accord conclu le 8 février précédent.
  - nouvelle date historique pour l'Irak : la première Assemblée nationale irakienne librement élue ouvre sa session inaugurale.
- 2008 : second tour des élections municipales en France.
- 2010 : en Ouganda, un incendie dévaste les tombeaux des rois du Buganda à Kasubi, inscrits sur la liste du patrimoine mondial.
- 2014 : référendum en Crimée sur le rattachement à la Russie après la révolution contre l'ancien président ukrainien Viktor Ianoukovitch.
- 2016 : l'attentat de la mosquée de Molai à Maiduguri a lieu.
- 2019 : en Slovaquie, à l'issue du premier tour de l'élection présidentielle, l'avocate Zuzana Čaputová et le commissaire européen Maroš Šefčovič se qualifient pour le second tour.
- 2019 : une inondation éclair suivie d'un glissement de terrain sur la principale ville de la province de Papouasie à l'est de l'Indonésie cause 104 morts[1].
- 2025 : l'incendie de la discothèque Pulse à Kočani, en Macédoine du Nord fait au moins 61 morts[2].

## Arts, culture et religion
- 1737 : création de la comédie de Marivaux Les Fausses Confidences au théâtre des Italiens à Paris.
- 1831 : parution du roman de Victor Hugo Notre-Dame de Paris.

## Économie et société
- 2014 : lancement du site internet de don en ligne gratuit Goodeed.
- 2018 : la plus grande société de radio américaine IHeartMedia accuse une dette de 20 milliards de dollars et se déclare en faillite[3].
- 2025 : en Macédoine du Nord, un incendie dans une discothèque de Kočani fait au moins 59 morts et 150 blessés[4].

## Médias
- 2008 : lancement à Paris du journal numérique indépendant et participatif Mediapart dont le modèle économique repose sur l'abonnement des lecteurs.
- 2016 : le groupe RTBF annonce qu'il aura bientôt un nouveau siège construit à Bruxelles[5].

## Naissances

### XIVesiècle
- 1399 : Ming Xuanzong (宣德帝) (Zhu Zhanji (朱瞻基) dit), empereur chinois de 1425 à 1435 († 31 janvier 1435).

### XVesiècle
- 1416 : Thongwa Dönden, 6e Karmapa († 1453).
- 1465 : Cunégonde d'Autriche, archiduchesse de la maison de Habsbourg († 6 août 1520).
- 1473 : Henri IV de Saxe, duc de Saxe († 18 août 1541).
- 1475 : Francisco Pizarro, conquistador espagnol († 26 juin 1541).

### XVIesiècle
- 1508 : Sebastian von Heusenstamm, archevêque électeur de Mayence († 18 mars 1555).
- 1523 : Antoine Chevalier, hébraïste français († 8 octobre 1572).
- 1572 : Daniel Bacheler, compositeur et luthiste anglais († 29 janvier 1619).
- 1581 : Pieter Corneliszoon Hooft, historien et écrivain néerlandais († 21 mai 1647).
- 1585 : Gerbrand Adriaenszoon Bredero, écrivain néerlandais († 23 août 1618).
- 1590 : Ii Naotaka, daimyo japonais du début de l'époque d'Edo († 16 août 1659).
- 1596 : Ebba Brahe, comtesse, propriétaire foncière et courtisane suédoise († 5 janvier 1674).

### XVIIesiècle
- 1609 :
  - Michael Franck, poète allemand de chants religieux et compositeur († 24 septembre 1667).
  - Agostino Mitelli, peintre et graveur italien baroque († 2 août 1660).
- 1621 : Georg Neumark, poète allemand et auteur de cantiques protestants († 18 juillet 1681).
- 1623 : Henri de Sévigné, mari de Madame de Sévigné († 5 février 1651).
- 1631 : René Le Bossu, critique français († 14 mars 1680).
- 1638 : François Crépieul, prêtre jésuite français, vicaire apostolique et missionnaire au Canada († 1702).
- 1643 : Jacques de Goyon de Matignon, homme d'Église français († 15 mars 1727).
- 1655 : Charles de Sainte-Maure, marquis d'Augé, aristocrate et officier de marine français († 13 septembre 1744).
- 1663 : Christoph Hackner, architecte baroque allemand († 2 avril 1741).
- 1665 : Giuseppe Maria Crespi, peintre italien († 16 juillet 1747).
- 1666 : François Le Moyne de Bienville, officier canadien des troupes de la marine († tué le 6 juin 1691).
- 1669 : Antoine de Charpin de Genétines, évêque français († 21 juin 1739).
- 1670 : François de Franquetot de Coigny, maréchal de France († 18 décembre 1759).
- 1673 : Jean Bouhier de Savigny, jurisconsulte et magistrat français († 17 mars 1746).
- 1675 : Joseph Fornery, notaire, historien du Comtat Venaissin et de la ville d'Avignon († 2 novembre 1755).
- 1687 :
  - Sophie-Dorothée de Hanovre, reine consort de Prusse († 28 juin 1757).
  - Anton Lazzaro Moro, naturaliste italien († 3 avril 1764).

### XVIIIesiècle
- 1701 : Simon Claude Grassin de Glatigny créateur des arquebusiers de Grassin († 5 janvier 1776).
- 1750 : Caroline Herschel, astronome britannique d'origine allemande († 9 janvier 1848).
- 1751 : James Madison, homme d'État américain, 4e président des États-Unis de 1809 à 1817 († 28 juin 1836).
- 1752 : Antoine Joseph Santerre, général de division et homme politique († 6 février 1809).
- 1753 : François Amédée Doppet, général de division († 26 avril 1799).
- 1756 : Jean-Baptiste Carrier, homme politique français († guillotiné le 16 décembre 1794).
- 1759 :
  - John Nicholl, député et juge gallois († 26 août 1838).
  - Antoine-Guillaume Rampon, général de division († 2 mars 1842).
- 1766 : Jean-Frédéric Waldeck, antiquaire, cartographe, artiste et explorateur français († 30 avril 1875).
- 1771 : Antoine-Jean Gros, peintre français († 25 juin 1835).
- 1774 : Matthew Flinders, navigateur et explorateur britannique († 19 juillet 1814).
- 1789 : Georg Simon Ohm, physicien allemand († 6 juillet 1854).
- 1794 : 
  - Ami Boué, géologue autrichien († 21 novembre 1881).
  - Joseph-Ferdinand Lancrenon, peintre romantique français († 4 août 1874).
- 1800 : Ninkō, 120e empereur du Japon, de 1817 à 1846 († 21 février 1846).

### XIXesiècle
- 1806 : Félix De Vigne, peintre d'histoire belge († 5 décembre 1852).
- 1813 : Gaëtan de Rochebouët, général et homme politique français († 23 février 1899).
- 1816 : Alfred Richet, anatomiste, prosecteur et chirurgien français († 30 décembre 1891).
- 1817 : Jules d'Aoust, compositeur et homme politique français († 21 janvier 1886).
- 1819 : José Maria da Silva Paranhos, homme politique et diplomate de l'empire du Brésil († 1er novembre 1880).
- 1820 : Enrico Tamberlick, ténor italien († 14 mars 1889).
- 1822 :
  - Rosa Bonheur (Marie-Rosalie Bonheur dite), peintre réaliste et sculptrice française († 25 mai 1899).
  - John Pope, officier américain, général de l'Armée de l'Union durant la Guerre de Sécession († 23 septembre 1892).
- 1828 : Émile de Marcère, homme politique et magistrat français († 26 avril 1918).
- 1834 : James Hector, géologue britannique († 6 novembre 1907).
- 1839 : Sully Prudhomme, poète français, élu à l'Académie française en 1881 au fauteuil 24, premier lauréat du Prix Nobel de littérature en 1901 († 6 septembre 1907).
- 1840 : Gaspard André, architecte français († 12 février 1896).
- 1851 : Martinus Willem Beijerinck, botaniste et microbiologiste néerlandais († 1er janvier 1931).
- 1855 : 
  - Achille Maffre de Baugé, poète occitan († 2 juillet 1928).
  - Georges Thiébaud, journaliste, bonapartiste et nationaliste français († 21 janvier 1915).
- 1856 :
  - Tancrède Martel, écrivain français († 17 décembre 1928).
  - Napoléon Eugène Louis Jean Joseph Bonaparte, seul enfant de Napoléon III, empereur des Français et de son épouse l'impératrice Eugénie († 1er juin 1879).
- 1859 : Alexandre Popov, physicien et ingénieur russe, précurseur de la radio († 13 janvier 1906).
- 1863 : Ernest Henri Dubois, sculpteur et médailleur français († 30 décembre 1930).
- 1868 : Maxime Gorki, écrivain russe (28 mars du calendrier grégorien) († 18 juin 1936).
- 1871 :
  - Albertine Duhamel, fondatrice des Guides de France († 5 janvier 1937).
  - Francois-Étienne Obus Reichel dit Frantz Reichel, sportif français polyvalent, champion olympique († 24 mars 1932).
- 1874 : Frédéric François-Marsal, homme politique français († 20 mai 1958).
- 1877 : Léo-Ernest Ouimet, pionnier du cinéma québécois († 2 mars 1972).
- 1878 : Clemens August von Galen, cardinal allemand, évêque de Münster déclaré bienheureux († 22 mars 1946).
- 1885 :
  - Sydney Chaplin, demi-frère aîné de Charlie Chaplin († 16 avril 1965).
  - Otto-Wilhelm Förster, General der Pioniere allemand († 24 juin 1966).
- 1886 : Herbert Lindström, tireur à la corde suédois († 26 octobre 1951).
- 1887 : Samuel Stillman Berry, zoologiste marin américain († 9 avril 1984).
- 1889 : Reginald Walker, athlète sud-africain († 5 novembre 1951).
- 1892 : César Vallejo, poète péruvien († 15 avril 1938).
- 1895 : Ernest Labrousse, historien français, spécialiste de l’histoire économique et sociale († 24 mai 1988).
- 1897 : Conrad Nagel, acteur américain († 24 février 1970).
- 1898 : Maria Stromberger, infirmière résistante autrichienne au sein du camp de concentration d'Auschwitz († 18 mai 1957).
- 1900 : Cyril Hume, scénariste américain († 26 mars 1966).

### XXesiècle
- 1901 : Alexis Chantraine, footballeur belge († 24 avril 1987).
- 1903 : Mike Mansfield, homme politique et diplomate américain († 5 octobre 2001).
- 1907 : Wang Fanxi, militant politique chinois († 30 décembre 2002).
- 1908 :
  - René Daumal, poète et écrivain français († 21 mai 1944).
  - Ernest Rogez, joueur de water-polo français († 24 mars 1986).
  - Robert Rossen, réalisateur, scénariste et producteur américain († 18 février 1966).
- 1909 :
  - Joseph Duhautoy-Schuffenecker, missionnaire, aumônier militaire, compagnon de la Libération († 9 mai 1995).
  - Lucille Desparois, auteur, conteuse, animatrice et journaliste québécoise († 21 octobre 1996).
- 1910 : Aladár Gerevich, escrimeur hongrois († 14 mai 1991).
- 1911 :
  - Sybille Bedford, écrivaine et journaliste anglaise († 17 février 2006).
  - Jean Bossu, journaliste de tendance libertaire et historien français († 23 septembre 1985).
  - Marion Byron, actrice américaine († 5 juillet 1985).
  - Graham Dadds, joueur britannique de hockey sur gazon († 8 mars 1980).
  - Harper Goff, artiste, musicien et acteur américain († 3 mars 1993).
  - Pierre Harmel, homme d'État belge († 15 novembre 2009).
  - Ryōichi Kuroda, juriste et un homme politique japonais († 24 juillet 2003).
  - Josef Mengele, médecin nazi allemand († 7 février 1979).
  - Patrice de La Tour du Pin, poète français († 28 octobre 1975).
- 1912 : Pat Nixon (Thelma Catherine Ryan Nixon dite), épouse de Richard Nixon, 37e président des États-Unis († 22 juin 1993).
- 1913 : Rémy Raffalli, chef d'escadron français († 10 septembre 1952).
- 1916 : Mercedes McCambridge, actrice américaine († 2 mars 2004).
- 1918 :
  - Aldo van Eyck, architecte néerlandais († 14 janvier 1999).
  - Frederick Reines, physicien américain, prix Nobel de physique 1995 († 26 août 1998).
- 1920 :
  - Dorothea Binz, responsable SS au camp de concentration nazi de Ravensbrück († 2 mai 1947).
  - Traudl Junge, secrétaire d'Adolf Hitler († 10 février 2002).
  - Leo McKern, acteur australien († 23 juillet 2002).
  - Wolf Rilla, réalisateur américain d'origine allemande († 19 octobre 2005).
- 1921 : Fahd ben Abdelaziz Al Saoud (فهد بن عبد العزيز آل سعود), roi d’Arabie saoudite de 1982 à sa mort († 1er août 2005).
- 1922 :
  - Jacqueline Baudrier, journaliste française de télévision († 2 avril 2009).
  - Jean-Blaise Grize, spécialiste suisse de logique naturelle, d'épistémologie et d'argumentation († 3 août 2013).
- 1923 : Heinz Wallberg, chef d'orchestre allemand († 29 septembre 2004).
- 1926 : Jerry Lewis, (Joseph Levitch dit), humoriste, acteur, producteur et réalisateur américain († 20 août 2017).
- 1927 :
  - Vladimir Komarov, cosmonaute soviétique († 24 avril 1967).
  - Georges Séguy, syndicaliste français († 13 août 2016).
- 1928 : Christa Ludwig, artiste lyrique allemande, mezzo-soprano pour l'opéra et les lieder († 24 avril 2021).
- 1929 :
  - Armand Meffre, acteur français († 22 janvier 2009).
  - Nadja Tiller, actrice autrichienne.
  - Jean-Claude Vajou, journaliste de presse et de radio français († 24 octobre 2003).
- 1930 : 
  - Tommy Flanagan, pianiste et jazzman américain († 16 novembre 2001).
  - Franta Frantisek Mertl, dit, peintre, sculpteur, graveur français d'origine tchèque.
- 1931 :
  - Augusto Boal, écrivain, dramaturge, metteur en scène, théoricien, homme de théâtre et homme politique brésilien († 2 mai 2009).
  - John Munro, homme politique canadien († 19 août 2003).
- 1932 :
  - Walter Cunningham, astronaute américain.
  - Herbert Marx, homme politique et magistrat québécois († 19 mars 2020).
- 1933 : Teresa Berganza, mezzosoprano espagnole. († 13 mai 2022).
- 1934 :
  - Jean Cournoyer, homme politique et communicateur québécois.
  - Ray Hnatyshyn, homme politique canadien († 18 décembre 2002).
  - Roger Norrington, chef d'orchestre britannique.
- 1935 :
  - Hachmi Bibi, homme politique tunisien († 18 août 2017).
  - Pepe Cáceres (José Eslava Cáceres dit), matador colombien († 16 août 1987).
  - Xavier Gilles de Maupeou, évêque catholique français, évêque de Viana (pt), au Brésil.
- 1936 :
  - Thelma Hopkins, athlète britannique, spécialiste du saut en hauteur.
  - Fred Neil, auteur-compositeur et interprète américain († 7 juillet 2001).
- 1937 :
  - Jean-Pierre Bardet, historien français, spécialiste de démographie historique et haut fonctionnaire.
  - Attilio Nicora, cardinal italien, président du patrimoine du siège apostolique († 22 avril 2017).
- 1939 :
  - Yvon Côté, député fédéral au Parlement du Canada de 1988 à 1993.
  - Gérard Hausser, footballeur français.
- 1940 : Jean-Pierre Péroncel-Hugoz, journaliste, grand reporteur et écrivain français.
- 1941 :
  - Bernardo Bertolucci, cinéaste italien († 26 novembre 2018).
  - Graziella Granata, actrice italienne.
- 1942 :
  - Roger Crozier, joueur de hockey sur glace canadien († 11 janvier 1996).
  - Jean-Pierre Schosteck, homme politique français.
- 1943 :
  - Hans Heyer, pilote de formule 1 et d'endurance allemand.
  - Álvaro de Soto, diplomate péruvien.
- 1946 :
  - Guesch Patti (Patricia Porrasse dite), danseuse et chanteuse française.
  - Judy Zebra Knight (Judith Darlene Hampton dite), sujet psi et écrivaine américaine.
- 1947 :
  - Jean-Pierre Grin, homme politique suisse.
  - Denis Merville, homme politique français.
- 1948 :
  - Jean-Claude Dauphin, comédien français.
  - Richard Desjardins, chanteur québécois.
  - Ghislaine Paradis, chanteuse et animatrice québécoise.
  - Catherine Quéré, femme politique française.
- 1949 :
  - Erik Estrada, acteur américain.
  - Victor Garber, acteur canadien.
  - Elliott Murphy, auteur-compositeur-interprète, musicien et écrivain américain.
- 1950 :
  - Kate Nelligan, actrice canadienne.
  - Edhem Šljivo, joueur de football yougoslave.
- 1951 :
  - Abdelmajid Bourebbou, joueur de football algérien.
  - Oddvar Brå, fondeur norvégien.
  - Joe DeLamielleure joueur américain de football américain.
  - Alexandre Gonzalez, athlète français spécialiste de demi-fond et de fond.
  - Claudia Patuzzi, écrivaine italienne.
  - Steven Grives, acteur britannique.
- 1953 :
  - Claus Peter Flor, chef d'orchestre allemand.
  - Isabelle Huppert, comédienne et productrice française.
  - Richard Stallman, initiateur américain du projet GNU et créateur de la FSF.
- 1954 : Nancy Wilson, guitariste américaine du groupe Heart.
- 1955 : Andy Scott, homme politique fédéral du Nouveau-Brunswick.
- 1956 :
  - André Perpète, homme politique belge wallon.
  - Eveline Widmer-Schlumpf, femme politique suisse, conseillère fédérale.
- 1957 :
  - Geoffroy Thiebaut, acteur français.
  - Éric Weber, chef opérateur français.
- 1958 :
  - Jean L'Italien, acteur québécois.
  - Catherine Mégret, née Raskovsky, femme politique française.
- 1959 :
  - Michael J. Bloomfield, astronaute américain.
  - Steve Marker, musicien américain.
  - Jens Stoltenberg, homme politique norvégien.
- 1960 :
  - Duane Sutter, joueur et entraîneur canadien de hockey sur glace.
  - Maria Fricioiu, rameuse d'aviron roumaine, championne olympique.
- 1962 :
  - Albert Falette, joueur et entraîneur de football français.
  - Liliane Gaschet, athlète française spécialiste du 100 et du 200 mètres.
- 1963 :
  - Christian Bégin, acteur, réalisateur et amateur de vino québécois.
  - Stéphan Côté, acteur, compositeur et musicien québécois.
- 1964 :
  - Franck Fréon, pilote de course automobile français.
  - Catherine Girardet, karatéka française, championne d'Europe et du monde.
  - Patty Griffin, auteur compositeur interprète américaine.
  - Pascal Richard, coureur cycliste suisse.
  - Gore Verbinski, réalisateur de films américain.
- 1965 :
  - Cindy Brown, joueuse américaine de basket-ball.
  - Mark Carney, gouverneur de la Banque du Canada.
  - Cristiana Reali, comédienne brésilienne.
- 1967 :
  - Lauren Graham, actrice américaine.
  - Heidi Zurbriggen, skieuse alpine suisse.
- 1968 : Trevor Wilson, basketteur américain.
- 1969 : Alina Ivanova, athlète russe spécialiste de la marche athlétique et du marathon.
- 1971 :
  - Franck Comba, rugbyman français.
  - Karfa Diallo, écrivain et militant franco-sénégalais.
  - Alan Tudyk, acteur américain.
- 1972 :
  - Agnès Abécassis, romancière française.
  - Ismaïl Sghyr, athlète français pratiquant la course de fond.
- 1973 : Andrey Mizourov, coureur cycliste kazakh.
- 1974 : Anne Charrier, actrice française.
- 1975 : Lionel Torres, archer français.
- 1976 :
  - Nicolas Jossier, skipper français
  - Leila Lejeune, handballeuse française.
  - Susanne Ljungskog, coureuse cycliste suédoise.
- 1977 :
  - Mónica Cruz, actrice espagnole, sœur cadette de Penélope Cruz.
  - Thomas Rupprath, nageur allemand spécialiste des épreuves de dos crawlé et de papillon.
  - Richard Faulds, tireur sportif britannique, champion olympique.
- 1978 : Brooke Burns, actrice américaine.
- 1979 :
  - Frédéric Audon, joueur français de water-polo.
  - Christina Liebherr, cavalière suisse, médaillée olympique.
  - Sébastien Ostertag, joueur français de handball.
- 1981 :
  - Curtis Granderson, joueur de baseball professionnel américain.
  - Julien Mazet, cycliste français.
  - Fabiana Murer, athlète brésilienne spécialiste du saut à la perche.
- 1982 :
  - Miguel Comminges, footballeur français.
  - Tommy Hansen, acteur pornographique gay tchèque.
  - Jesús del Nero Montes, coureur cycliste espagnol.
- 1983 : Nicolas Rousseau, coureur cycliste français.
- 1984 :
  - Sharon Cherop, athlète kényane, spécialiste du fond et du marathon.
  - Mathieu Ganio, danseur Étoile du ballet de l'Opéra de Paris.
  - Brandon Prust, hockeyeur professionnel canadien.
- 1985 :
  - Oleksiy Sokyrskyy, athlète ukrainien, spécialiste du lancer de marteau.
  - Clio Pajczer, chroniqueuse de télévision, mannequin et professeur de yoga française.
  - Teddy Venel, athlète français spécialiste du 400 mètres.
- 1986 :
  - Alexandra Daddario, actrice américaine.
  - Toney Douglas, basketteur américain.
- 1987 : Fabien Lemoine, footballeur français.
- 1988 :
  - Édouard Choquet, basketteur français.
  - Jessica Gregg, patineuse de vitesse canadienne sur courte piste.
- 1989 :
  - Blake Griffin, joueur de basket-ball américain.
  - Magalie Pottier, coureuse cycliste française spécialiste du bicycle motocross (BMX), championne olympique.
  - Theo Walcott, joueur de football anglais d'origine jamaïcaine.
  - Gabriel Attal, homme politique français, porte-parole du Gouvernement Castex, ministre puis premier ministre (2024).
- 1990 : Andre Young, basketteur américain.
- 1991 :
  - La Briochée, drag queen, comédienne de doublage, chanteuse et militante pour les droits des personnes trans française.
  - Luke Evans, basketteur américain.
  - Spencer Kieboom, joueur américain de baseball.
  - Wolfgang Van Halen, musicien américain.
- 1992 : Reymin Guduan, joueur de baseball dominicain.
- 1993 : Marine Lorphelin, Miss France 2013.
- 1994 : Joel Embiid, basketteur camerounais.

## Décès

### Iersiècle
- 37 : Tibère, deuxième empereur romain de 14 à sa mort (° 16 novembre 42 av. J.-C.).

### Vesiècle
- 455 : Valentinien III (Flavius Placidius Valentinianus Augustus en latin, dit), empereur romain d'Occident de 424 à sa mort assassiné ci-avant (° 2 juillet 419).

### Xesiècle
- 999 : Grégoire de Nicopolis ou saint Grégoire, évêque arménien qui a vécu sept ans, jusqu'à sa mort, comme ermite à Bondaroy, département du Loiret.

### XIesiècle
- 1037 : Robert d'Évreux, archevêque de Rouen (° Xe siècle).

### XIIesiècle
- 1181 : Henri Ier de Champagne, comte de Champagne et de Brie de 1152 à 1181 (° v. décembre 1127).
- 1185 : Baudouin IV de Jérusalem, roi de Jérusalem, mort à 24 ans de la lèpre (° 1161).

### XVesiècle
- 1405 : Marguerite III de Flandre, comtesse de Flandre et d'Artois, duchesse de Bourgogne (° 13 avril 1350).

### XVIesiècle
- 1543 : Ambroise van Engelen, 38e abbé belge de Parc (° 1481).
- 1544 : Louis V du Palatinat, comte palatin du Rhin et, à ce titre, l'un des sept Princes-électeurs (° 2 juillet 1478).

### XVIIesiècle
- 1618 : Giovanni Bembo, 92e doge de Venise (° 21 août 1543).
- 1649 : Jean de Brébeuf, missionnaire jésuite français, l'un des 8 martyrs canadiens, torturé puis brûlé vif, canonisé en 1930 (° 25 mars 1593).
- 1657 : Isaac de Laffemas, poète et auteur dramatique français, lieutenant civil de la prévôté de Paris (°C. 1587).
- 1670 : Johann Rudolf Glauber, chimiste, pharmacien et alchimiste allemand (° 10 mars 1604).
- 1676 : Henri du Plessis-Guénégaud, homme politique et lettré français (° 1609).

### XVIIIesiècle
- 1736 : Giovanni Battista Pergolesi, compositeur italien (° 4 janvier 1710).
- 1743 : Jean-Baptiste Matho, compositeur français de l'ère baroque (° 6 mars 1663).
- 1754 : Charles-François d'Hallencourt de Dromesnil, comte de Verdun, cardinal et prince du Saint Empire (° 24 octobre 1674).
- 1781 : Gaspard de Clermont-Tonnerre, pair de France et maréchal de France (° 16 août 1688).

### XIXesiècle
- 1816 : Roger Ducos, homme politique français (° 25 juillet 1747).
- 1826 : Pierre Blancard, capitaine de marine français (° 21 avril 1741).
- 1834 : Henri Pascal de Rochegude, officier de marine, lexicographe, littérateur, philologue et bibliophile français (° 18 décembre 1741).
- 1837 : François-Xavier Fabre, peintre d'histoire, paysagiste et graveur français (° 1er avril 1766).
- 1854 : Charles-François Beautemps-Beaupré, ingénieur hydrographe et cartographe français (° 6 août 1766).
- 1858 : Ossip Senkovski, écrivain, critique littéraire, érudit, polyglotte et universitaire russe (° 31 mars 1800).
- 1861 : Victoire de Saxe-Cobourg-Saalfeld, duchesse de Kent, mère de la reine Victoria (° 17 août 1786).
- 1866 : Joseph Vantini, général français (° 11 juillet 1808).
- 1868 : Ludovic Penin, graveur médailleur français (° 8 janvier 1830).
- 1886 :
  - William Landsborough, explorateur écossais (° 21 février 1825).
  - Julie Lavergne, écrivaine française (° 19 décembre 1823).
- 1888 : Lazare Hippolyte Carnot, homme d'État français (° 6 avril 1801).
- 1890 : Zorka de Monténégro, Princesse de Monténégro et de Serbie, mère du roi Alexandre Ier (roi de Yougoslavie) (° 23 décembre 1864).
- 1897 : James M. Warner (en), général de l'armée de l'union lors de la guerre civile américaine (° 29 janvier 1836).
- 1898 : Aubrey Beardsley, artiste britannique (° 21 août 1872).

### XXesiècle
- 1914 :
  - Charles Albert Gobat, personnalité politique suisse, prix Nobel de la paix 1902 (° 21 mai 1843).
  - Gaston Calmette, journaliste français (directeur du quotidien Le Figaro à partir de 1903), assassiné par Henriette Caillaux (° 30 janvier 1858).
- 1915 : René Camard, footballeur français mort pour la France (° 8 février 1887).
- 1917 : Adhémard Leclère, homme politique, administrateur colonial, économiste, littérateur, poète et indianiste français (° 12 mai 1853).
- 1930 :
  - Amédée Bienaimé, amiral français (° 22 février 1843).
  - Miguel Primo de Rivera, personnalité politique espagnole (° 8 janvier 1870).
- 1935 :
  - Willard H. Brownson (en), contre-amiral américain (° 8 juillet 1845).
  - John James Richard Macleod, physiologiste britannique, prix Nobel de médecine 1923 (° 6 septembre 1876).
  - Aaron Nimzowitsch, joueur d'échecs letton (° 7 novembre 1886).
  - William Frederick Todd, homme politique canadien qui fut lieutenant-gouverneur du Nouveau-Brunswick (° 2 mai 1854).
- 1936 : Marguerite Durand, journaliste et féministe française (° 24 janvier 1864).
- 1937 : Austen Chamberlain, homme politique britannique, prix Nobel de la paix en 1925 (° 16 octobre 1863).
- 1940 :
  - Selma Lagerlöf, écrivaine suédoise, prix Nobel de littérature 1909 (° 20 novembre 1858).
  - Louis Valcke, explorateur et officier belge qui participa aux expéditions de Stanley sur les rives du Congo (° 22 décembre 1857)
- 1941 : Sukehide Kabayama, fonctionnaire gouvernemental et homme d'affaires japonais (° 30 décembre 1868).
- 1944 : David Prain, botaniste britannique (° 11 juillet 1857).
- 1950 : Emanuele Stablum, religieux et médecin, juste parmi les nations (° 10 juin 1895).
- 1955 : Nicolas de Staël, peintre français (° 5 janvier 1914).
- 1957 : Constantin Brâncuși, sculpteur français d'origine roumaine (° 19 février 1876).
- 1960 : Gérard Saint, coureur cycliste français (° 11 juillet 1935).
- 1961 : Václav Talich, chef d'orchestre et violoniste tchèque (° 28 mai 1883).
- 1963 : Élisabeth-Marie d'Autriche, fille unique de l'archiduc Rodolphe d'Autriche et de Stéphanie de Belgique(° 2 septembre 1883).
- 1965 : Alfred Merlin, historien et archéologue français (° 13 mars 1876).
- 1967 : Otto René Castillo, poète guatémaltèque (° 25 avril 1936).
- 1968 : Mario Castelnuovo-Tedesco, compositeur italien (° 3 avril 1895).
- 1970 :
  - Said Mohamed Cheikh, homme politique comorien (° 7 avril 1904).
  - Tammi Terrell, chanteuse américaine (° 29 avril 1945).
- 1971 : Thomas Dewey, personnalité politique américaine (° 24 mars 1902).
- 1975 : T-Bone Walker, guitariste, chanteur et compositeur de blues américain (° 28 mai 1910).
- 1977 : Kamal Joumblatt, personnalité politique libanaise druze (° 6 décembre 1917).
- 1978 : André Boulloche, homme politique français, résistant, haut fonctionnaire, ministre, maire, député (° 7 septembre 1915).
- 1979 :
  - Jean-Guy Cardinal, homme politique québécois (° 10 mars 1925).
  - François Gangloff, gymnaste français (° 11 juillet 1898).
  - Jean Monnet, personnalité politique française (° 9 novembre 1888).
- 1981 : Louis Poirot dit de Fontenay, époux de Geneviève Poirot née Mulmann dite Geneviève de Fontenay, un temps à la tête de(s) Miss France (° 23 octobre 1906).
- 1983 :
  - Arthur Godfrey, acteur, scénariste et animateur américain (° 31 août 1903).
  - Fred Rose, homme politique canadien d’origine polonaise (° 7 décembre 1907).
- 1985 :
  - Franck Bourdier, préhistorien français (° 25 décembre 1910).
  - Eddie Shore, joueur de hockey sur glace canadien (° 25 novembre 1902).
- 1990 : Jacques Paoli, journaliste français (° 15 février 1924).
- 1991 :
  - Govindan Aravindan, réalisateur indien (° 21 janvier 1935).
  - James Darcy Freeman, cardinal australien, archevêque de Sydney (° 19 novembre 1907).
  - Santa Scorese, servante de Dieu, considérée par l'Église catholique comme martyre de la pureté (° 6 février 1968).
- 1992 :
  - Roger Lemelin, écrivain québécois (° 7 avril 1919).
  - Yves Rocard, physicien français (° 22 mai 1903).
- 1993 : Johnny Cymbal, chanteur, compositeur et producteur américain d’origine écossaise (° 3 février 1945).
- 1996 :
  - Charlie Barnett, acteur américain (° 23 septembre 1954).
  - Jean Neuberth, peintre français (° 23 novembre 1915).
  - Edmond Weiskopf, footballeur professionnel français (° 22 octobre 1911).
- 1997 :
  - Joan Babot, footballeur espagnol (° 19 novembre 1918).
  - Leda Gloria, actrice italienne (° 30 août 1912).
  - Dorab Patel (en), juge de la Cour suprême pakistanais (° 17 juin 1924).
- 1998 :
  - Derek Harold Richard Barton, chimiste britannique, prix Nobel de chimie 1969 (° 8 septembre 1918).
  - Esther Bubley, photographe et journaliste américaine (° 16 février 1921).
  - James Shelby Downard, auteur américain (° 13 mars 1913).
- 1999 : Gratien Gélinas, acteur, dramaturge, producteur et administrateur québécois (° 8 décembre 1909).
- 2000 :
  - Morris Abram, avocat américain (° 19 juin 1918).
  - Thomas Ferebee, aviateur de l'armée américain (° 9 novembre 1918).
  - Victor Serventi, compositeur français (° 23 juin 1907).

### XXIesiècle
- 2001 :
  - Juliette Huot, actrice québécoise (° 9 janvier 1912).
  - Norma MacMillan, actrice canadienne (° 15 septembre 1921).
  - Bob Wollek, pilote automobile français (° 4 novembre 1943).
- 2002 :
  - Carmelo Bene, comédien italien (° 3 septembre 1937).
  - Jean-Jacques Steen, acteur français (° 31 juillet 1920).
  - Danilo Stojković, acteur yougoslave puis serbe (° 11 août 1934).
- 2003 : Rachel Corrie, activiste américaine (° 10 avril 1979).
- 2004 :
  - Elwood Cooke, tennisman américain (° 5 juillet 1913).
  - Shamseddin Seyed-Abbassi, lutteur iranien (° 5 février 1943).
  - Vilém Tauský, compositeur et chef d'orchestre tchécoslovaque puis tchèque (° 20 juillet 1910).
- 2005 :
  - Ralph Erskine, architecte britannique (° 24 février 1914).
  - Jean-Pierre Genet, coureur cycliste français (° 24 octobre 1940).
  - Anthony George, acteur américain (° 29 janvier 1921).
  - Justin Hinds, chanteur de ska jamaïcain (° 7 mars 1942).
  - Chris van der Klaauw, diplomate et ministre néerlandais (° 13 août 1924).
  - Dick Radatz, lanceur de baseball américain (° 2 avril 1937).
- 2006 :
  - Jonathan Delisle, hockeyeur sur glace canadien (° 30 juin 1977).
  - James Hill, officier militaire britannique (° 14 mars 1911).
  - Patrick Knaff, journaliste sportif français (° 5 octobre 1958).
  - Moira Redmond, actrice américaine (° 14 juillet 1928).
- 2007 :
  - Roger Beaufrand, coureur cycliste français (° 25 septembre 1908).
  - Georges Bordonove, écrivain français (° 25 mai 1920).
  - Jean Le Moal, peintre non figuratif français (° 30 octobre 1909).
  - Raymond Nasher, collectionneur et philanthrope américain (° 26 octobre 1921).
- 2008 :
  - Anura Bandaranaike, homme politique srilankais (° 15 février 1949).
  - Ola Brunkert, musicien suédois, batteur et musicien additionnel du groupe ABBA (° 15 septembre 1946).
  - Ivan Dixon, acteur et réalisateur américain (° 6 avril 1931).
  - Laure, chef de l’Église orthodoxe russe à l’étranger (° 1er janvier 1928).
  - George David Low, astronaute américain (° 19 février 1956).
  - Philippe Pinchemel, géographe français (° 10 juin 1923).
  - Bob Purkey (en), joueur de baseball américain (° 14 juillet 1929).
- 2009 : Abdelkébir Khatibi, romancier et sociologue marocain, spécialiste de la littérature maghrébine (° 11 février 1938).
- 2011 :
  - Carel Boshoff, ségrégationniste blanc d'Afrique du Sud (° 9 novembre 1927).
  - André Duroméa, homme politique français (° 5 septembre 1917).
  - Thomas Nkuissi, évêque catholique émérite camerounais (° 7 juillet 1928).
- 2012 :
  - Estanislao Basora, footballeur espagnol (° 18 novembre 1926).
  - Mervyn Davies, joueur de rugby à XV gallois, capitaine de l'équipe nationale lors du grand chelem de 1976 (° 9 décembre 1946).
  - Peter Serracino Inglott, professeur de philosophie maltais, recteur à l'université de Malte de 1987 à 1988 et de 1991 à 1996 (° 26 avril 1936).
- 2016 : Shozo Awazu, judoka japonais, l'un des fondateurs du judo en France (° 18 avril 1923).
- 2017 : Torgny Lindgren, écrivain suédois (° 16 juin 1938).
- 2019 : Yann-Fañch Kemener, chanteur traditionnel et ethnomusicologue breton brittophone (° 7 avril 1957).
- 2020 : Stuart Whitman, acteur et producteur de télévision américain (° 1er février 1928).
- 2021 :
  - Amaranth Ehrenhalt, peintre américaine (° 15 janvier 1928).
  - Emilia Fadini, claveciniste, musicologue et professeur italienne (° 11 octobre 1930).
  - Ahmed Mghirbi, footballeur tunisien (° 17 juin 1946).
  - Erhan Önal, footballeur turc (° 3 septembre 1957).
  - Sabine Schmitz, pilote de course automobile et animatrice de télévision allemande (° 14 mai 1969).
  - Turi Simeti, artiste peintre italien (° 5 août 1929).
  - Patrick Viot, footballeur français (° 25 mai 1952).
  - Laurent Zahui, footballeur ivoirien (° 10 août 1960).
- 2022 : Kunimitsu Takahashi, pilote de grands prix de motos et autos japonais (° 29 janvier 1940).
- 2023 : 
  - Sharon Acker, actrice canadienne (° 2 avril 1935).
  - Bice Biagi, journaliste italienne (° 5 mai 1947).
  - Tony Coe, compositeur et musicien de jazz britannique (° 29 novembre 1934).
- 2024 : 
  - Sylvain Augier, animateur français de télévision et de radio (° 7 mai 1955).
  - Jean-Marie Borzeix, journaliste et responsable d'établissements culturels français (° 1er août 1941).
  - Georges Pérol, haut fonctionnaire et homme politique français (° 20 décembre 1925).
  - Roger Pfund, peintre, graphiste et designer suisse (° 28 décembre 1943).
  - David Seidler, dramaturge et scénariste britannico-américain (° 4 août 1937).
  - Lionel Théorêt, personnalité canadienne (° 21 juin 1927).
- 2025 :
  - Émilie Dequenne, actrice belge (° 29 août 1981).
  - Tomáš Klouček, hockey sur glace tchèque (° 7 mars 1980).
  - Peter Kocher, astronome amateur suisse (° 23 juin 1939).
  - Rob de Nijs, chanteur et acteur néerlandais (° 26 décembre 1942).

## Célébrations
- Lettonie : latviešu leģiona atceres diena / journée du souvenir de la légion lettone commémorant de manière controversée des soldats morts sous l'uniforme allemand en combattant l'URSS[6].

### Religieuses
- Fêtes religieuses romaines :
  - premier jour des Bacchanales sous leur forme originelle, après les Lupercales de début février par exemple ;
  - culte initiatique de Cybèle.
- Mythologie finnoise (Finlande) : Saint Urho's Day (en) / fête du personnage imaginaire Saint Urho.
- Bahaïsme : quinzième jour du mois de l'élévation / ‘alá’' consacré au jeûne, dans le calendrier badīʿ.

### Saints des Églises chrétiennes

#### Saints des Églises catholiques et orthodoxes
Saints des Églises catholiques et orthodoxes :
- Abbain (en) († 520), fondateur de monastères en Irlande.
- Abraham d'Édesse († 370), ermite.
- Agapit de Ravenne († 341), 10e évêque de Ravenne.
- Allon de Bobbio († VIIe siècle), moine à l'abbaye de Bobbio.
- Dentelin († VIIe siècle), fils de saint Vincent et de sainte Waudru de Mons.
- Eusébie d'Hamage († 680), fille de sainte Rictrude, abbesse de l'abbaye d'Hamage.
- Finian Lobhar (en) († 560), abbé de l'abbaye de Swords près de Dublin.
- Grégoire de Nicopolis († 1000), évêque en Arménie puis ermite près de Pithiviers.
- Héribert de Cologne († 1021), archevêque de Cologne.
- Hilaire et Tacien (it) (it) († 285), évêque et diacre ; avec Félix, Large et Denis ; martyrs à Aquilée.
- Hipparque († 297), Jacques, Romain, Lolien, Philotée, Paragre et Habibus, martyrs à Samosate.
- Julien de Tarse († 249), martyr à Anazarbe.
- Papas († IVe siècle), martyr à Séleucie en Perse.
- Stratonice († 297) et Séleucus, martyrs à Cyzique.
- Valentin († 312), évêque et Damien, diacre, martyrs à Terracina.

#### Saints et bienheureux des Églises catholiques
Saints et bienheureux des Églises catholiques :
- Bénédicte d'Assise († 1260), clarisse à Assise où elle fut la deuxième supérieure de Saint-Damien à la suite de sainte Claire / santa Chiara d'Assisi[9].
- Jean Amias († 1589) et Robert Dalby, bienheureux prêtres anglais martyrs à York.
- Jean de Brébeuf († 1649), jésuite martyr au Canada - fêté aussi le 19 octobre et le 26 septembre.
- Jean de Sourdis Cacciafronte († 1649), bienheureux évêque italien, martyr.
- Torello de Poppi († 1282), bienheureux ermite italien.

#### Saints des Églises orthodoxes du jour (aux dates parfois"juliennes"/ orientales)
- Christodule († 1093) dit « le Thaumaturge », fondateur en 1088 du monastère Saint-Jean-le-Théologien sur l'île de Patmos.
- Sérapion de Novgorod († 1516), moine et évêque.

### Prénoms du jour
Bonne fête aux Bénédicte et ses variantes : Benedetta, Benedicta, Bénédicta, Bénédictine, Benedikta, Bénédikta ; et les formes masculines : Benedetto, Benedict, Bénédict, Benedictus, Benedikt, Bénédikt, Beneton, Bénéton, Benetton (prénoms dérivés des Benoît fêtés les 11 juillet, à travers l'un des pères du monachisme chrétien européen).
Et aussi aux :
- Eusébie et ses variantes Eusebia, Eusébia, Ysaline, Ysoie, Ysoline, variantes féminines d'Eusèbe et d'Eusebius, à ne pas confondre avec les Ysabelle, Élisabeth et leurs variantes des 22 février et 17 novembre comme dates de leurs fêtes majeures).
- Aux Héribert.

## Traditions et superstitions

### Dictons
- « Le temps de Sainte Bénédicte, de tout le printemps les jours édicte. »[réf. souhaitée]

### Astrologie
- Signe du zodiaque : 26e jour du signe astrologique des Poissons (27e en cas d'année bissextile).

## Toponymie
Les noms de plusieurs voies, places, sites ou édifices de pays ou de régions francophones contiennent cette date sous diverses graphies : voir Seize-Mars .